# Дом Резниченко
Дом Резниченко — здание в Ростове-на-Дону, расположенное на Пушкинской улице (дом 47). Особняк был построен в конце 1890-х годов, предположительно, как гостевой дом августейших особ. Здание имеет статус объекта культурного наследия регионального значения.

## История
Дом на Пушкинской улице у пересечения с переулком Островского был построен в конце 1890-х годов. Первоначально он принадлежал К. С. Резниченко, в дальнейшем дом сменил несколько владельцев. По воспоминаниям старожилов, несколько комнат дома предназначались для августейших особ. Хотя августейшие особы в доме не разу не гостили, там часто размещались разные высокопоставленные лица.
В начале 1920-х годов дом был национализирован и передан Северо-Кавказскому военному округу. Квартиры в доме давали высшим офицерам Красной армии.

## Архитектура
Двухэтажный дом построен в стиле «необарокко», главным фасадом он обращён на Пушкинскую улицу. Горизонтальное членение здания достигается благодаря междуэтажной тяге и карнизам. Первый этаж рустован. Оконные проёмы оформлены декоративными наличниками. Окна второго этажа завершаются дугообразными сандриками с женскими головками. Простенки декорированы пилястрами коринфского ордера. Фасад здания завершают расположенные по бокам аттики с фронтонами. На втором этаже расположены балконы с декоративными коваными решётками. Дом почти не изменил свой первоначальный облик, были заменены только окна и решётки с тумбами на парапете.